# 中田春介
中田 春介（なかた しゅんすけ、1967年1月2日 - ）は日本の俳優。兵庫県出身。エンパシィ所属。

## 出演

### テレビドラマ
- 相棒（2012年10月31日、テレビ朝日）
- 緋の十字架（2005年、フジテレビ）
- 松本清張特別企画 鉢植を買う女（2011年11月9日、テレビ東京） - 不動産屋「丸谷土地建物」 役
- 100の資格を持つ女〜ふたりのバツイチ殺人捜査〜（2014年1月11日、テレビ朝日） - 迫田道彦 役
- 聖女 第1回（2014年8月18日、NHK総合）
- 私は代行屋！3 事件推理請負人（2014年11月13日、テレビ朝日）
- HiGH&LOW〜THE STORY OF S.W.O.R.D.〜 第5話（2015年11月18日、日本テレビ）
- ほんとにあった怖い話 夏の特別編2016（2016年8月20日、フジテレビ）「夏のしらせ」 - 小田 役
- 警視庁ゼロ係（2019年） ‐ 広瀬昌平
- 大河ドラマ 青天を衝け（2021年11月21日、NHK）
- ゴシップ#彼女が知りたい本当の○○ 第1話（2022年1月6日、フジテレビ）
- 正直不動産 最終話（2022年6月7日、NHK）
- 勝利の法廷式 第3話（2023年4月27日、読売テレビ・日本テレビ） - 立花正幸 役
- 約束 〜16年目の真実〜 第1話（2024年4月11日、読売テレビ・日本テレビ） - 警察署署長 役
- 肝臓を奪われた妻 第4話（2024年4月24日、日本テレビ） - 井川賢三の父 役[1]

### 映画
- さっぽろムービースケッチ｢伝声管｣
- シン・ゴジラ
- 山下さんのソラ

### 舞台
タプローズ
- 薔薇十字團･渋谷組
- とりあえず・ボレロ
- 戯曲冒険小説

演劇集団MODE
- プラトーノフ
- 屋上の人
- ゼロの神話
- 唐版 俳優修業
- 秘密の花園
- 心中天網島
- 女殺油地獄
- 変身
- かもめ
- マッチ売りの少女

流山児★事務所
- 煙の向こうのもうひとつのエントツ
- 夜と夜の夜
- ヘレンの首飾り
- 田園に死す

その他の舞台
- 東京国際舞台芸術フェスティバル2001リージョナルシアター・シリーズTPS「遊園地、遊園地。」
- 21世紀実験劇場シリーズ「悲劇ウラジーミル･マヤコフスキー＆見世物小屋」
- モダンスイマーズ
  - ブロンコ
  - 城
  - 審判
  - 失踪者
- Project Natter「赤色エレジー」
- ヒンドゥー五千回「モーリタニアの月はふざける」

### CM
- サンゲツ「黄色のレストラン」篇